# Mirela Balić
Mirela Balić Stefanović (Madrid, 27 de agosto de 1999) es una actriz española de ascendencia serbia y croata, conocida por sus papeles como Emily en Zorras, Leyre Palacios en Tú también lo harías, Cata en Cristo y Rey y Chloe en Élite.

## Primeros años
Mirela Balić se formó en su juventud en el Conservatorio Profesional de Música Amaniel, de cara a desempeñarse como violonchelista profesional, profesión que finalmente abandonó con el fin de centrarse en la actuación. y se licencia en interpretación textual en la  Real Escuela Superior de Arte Dramático de Madrid

## Carrera
Mirela empezó en el mundo de la actuación a través del teatro, dando después el salto al cine y la televisión.
Se dio a conocer al público a través de su papel en la serie de Atresmedia Cristo y Rey, en la cual interpretó el personaje de Cata.
En 2023 coprotagonizó la serie de Atresmedia Zorras, junto a las actrices Andrea Ros y Tai Fati. La serie trata de un pequeño grupo de amigas que deciden poner sus esfuerzos en común para cumplir todas sus fantasías sexuales.
Forma parte del reparto principal de la séptima temporada de la serie de Netflix Élite, que se estrenó el 20 de octubre de 2023.

## Filmografía

### Cine
| Año  | Título           | Papel  | Notas        |
| ---- | ---------------- | ------ | ------------ |
| 2022 | Código emperador | Bramka |              |
| 2023 | Beach House      | Sonia  | Protagonista |
| 2025 | Mala influencia  | Peyton | Protagonista |

### Televisión
| Año       | Título               | Papel              | Notas                                                |
| --------- | -------------------- | ------------------ | ---------------------------------------------------- |
| 2021      | Alba                 |                    | 1 episodio                                           |
| 2022      | Aquí la Tierra       | Ella misma         | Invitada 1 episodio, programa de TV                  |
| 2022      | Si lo hubiera sabido | Ella misma         | Invitada 1 episodio, serie de TV Netflix             |
| 2023      | Cristo y Rey         | Cata               | Elenco secundario, serie de TV Netflix (4 episodios) |
| 2023      | Tú también lo harías | Leyre Palacios     | Elenco principal, miniserie de TV (8 episodios)      |
| 2023      | Zorras               | Emily              | Elenco principal, miniserie de TV (8 episodios)      |
| 2023-2024 | Élite                | Chloe Ybarra Silva | Elenco principal, serie de TV Netflix (16 episodios) |
| 2024      | Un nuevo amanecer    | Blanca             | Colaboración especial; 3 episodios                   |